# 郭虔
郭虔（？—？），字君贤，冯翊郡池阳（今陕西省泾阳县西北）人，东汉时期人物。
郭虔历任尚书、光祿勳。汉顺帝永建六年（131年）顺帝立皇后，受宠的贵人有四人。尚书仆射南郡人胡广与郭虔、史敞联名上书建议除了四位贵人外，再增选良家女儿，最后选定梁商的女儿梁妠为皇后。永和二年（137年）三月，司空王卓去世。三月三十，光祿勳郭虔继任司空。永和六年（141年）三月十六，司空郭虔被免官。三月廿二，太仆赵戒继任司空。